# Curier pe bicicletă

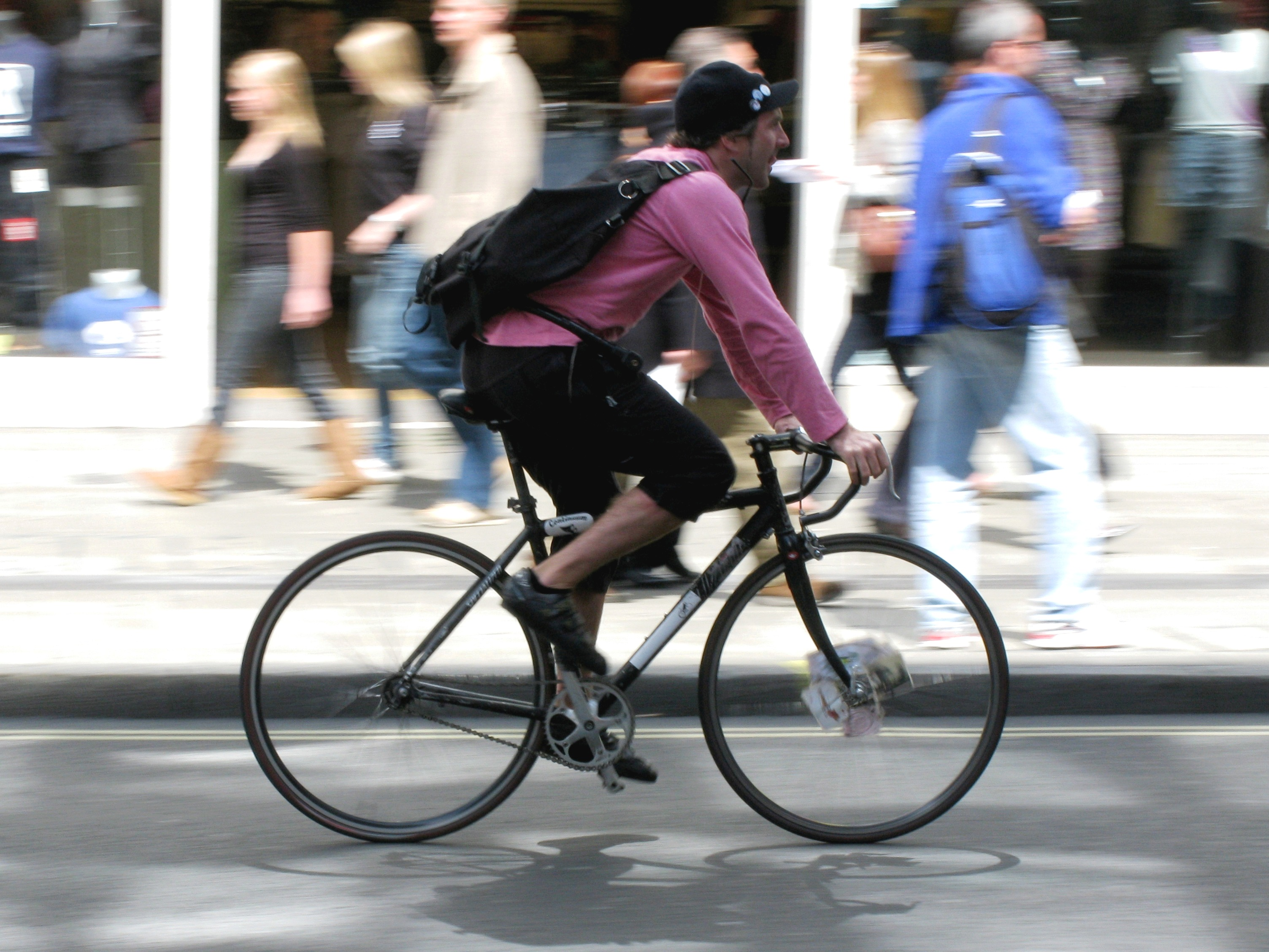
Un curier pe bicicletă din Londra, UK.

Curierii pe bicicletă sunt oamenii care lucrează la companiile de curieri (de asemenea, cunoscut sub numele de companii messenger) ocupându-se cu transportarea și livrarea obiectelor cu ajutoul bicicletei. Curierii pe bicicletă sunt cel mai ades întâlniți în centrele financiare din zonele metropolitane. Companiile de curieri folosesc mesagerii pe bicicletă deoarece deplasare bicicleta este mai rapidă în orașele unde sunt adesea ambuteiaje și nu sunt probleme cu limitările la parcare, taxe sau amenzi, care pot împiedica sau întârzia livrarea cu autovehicul, oferind astfel un timp de livrare previzibil.